# بيتر تشين
بيتر تشين (بالإنجليزية: Peter Chin)‏ هو محامي نيوزيلندي، ولد في 1941.